# Tour de Boussecos
La tour de Boussecos est un monument historique situé sur la commune de Bize-Minervois dans le département de l'Aude. 

## Histoire
La tour, haute de 143 m servait de poste de surveillance sur la vallée et sur l'ancienne route qui menait de Bize à Minerve. La tour et ses abords sont inscrits au titre des sites naturels depuis le 20 août 1973 au titre des sites pittoresques,.

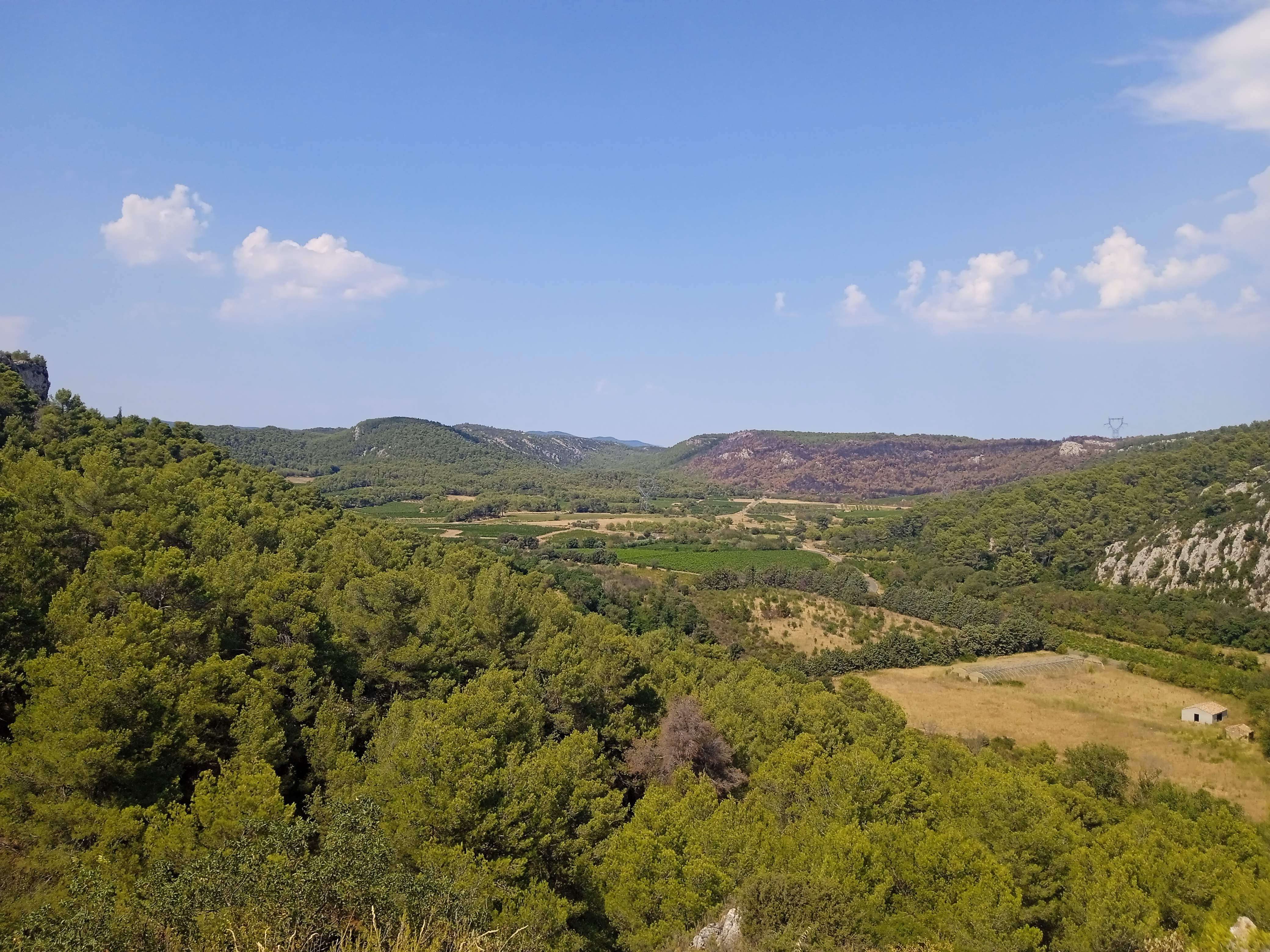
Paysage du haut de la tour de Boussecos.
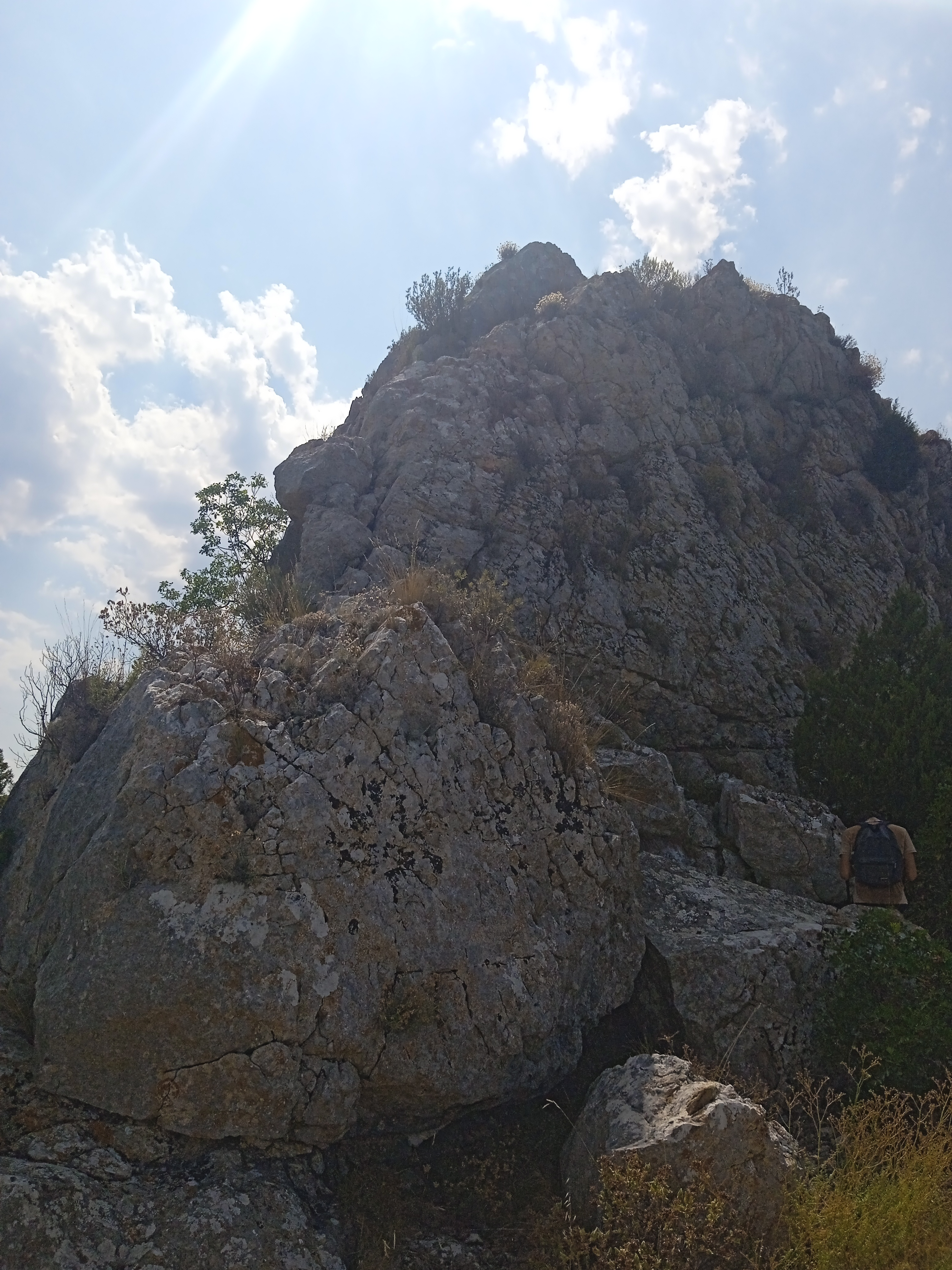
Vue arrière de la tour de Boussecos.
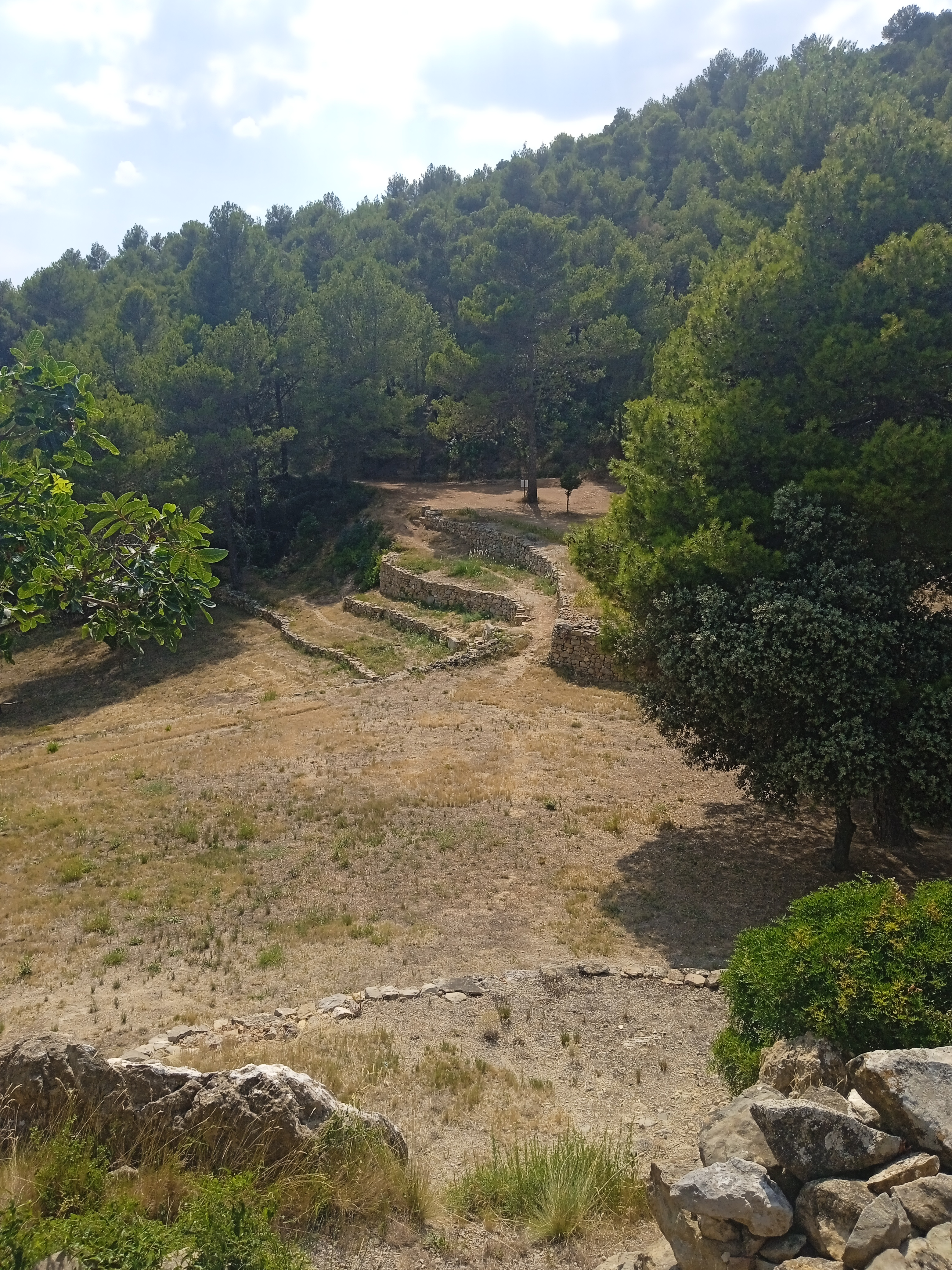
Esplanade de la tour de Boussecos.
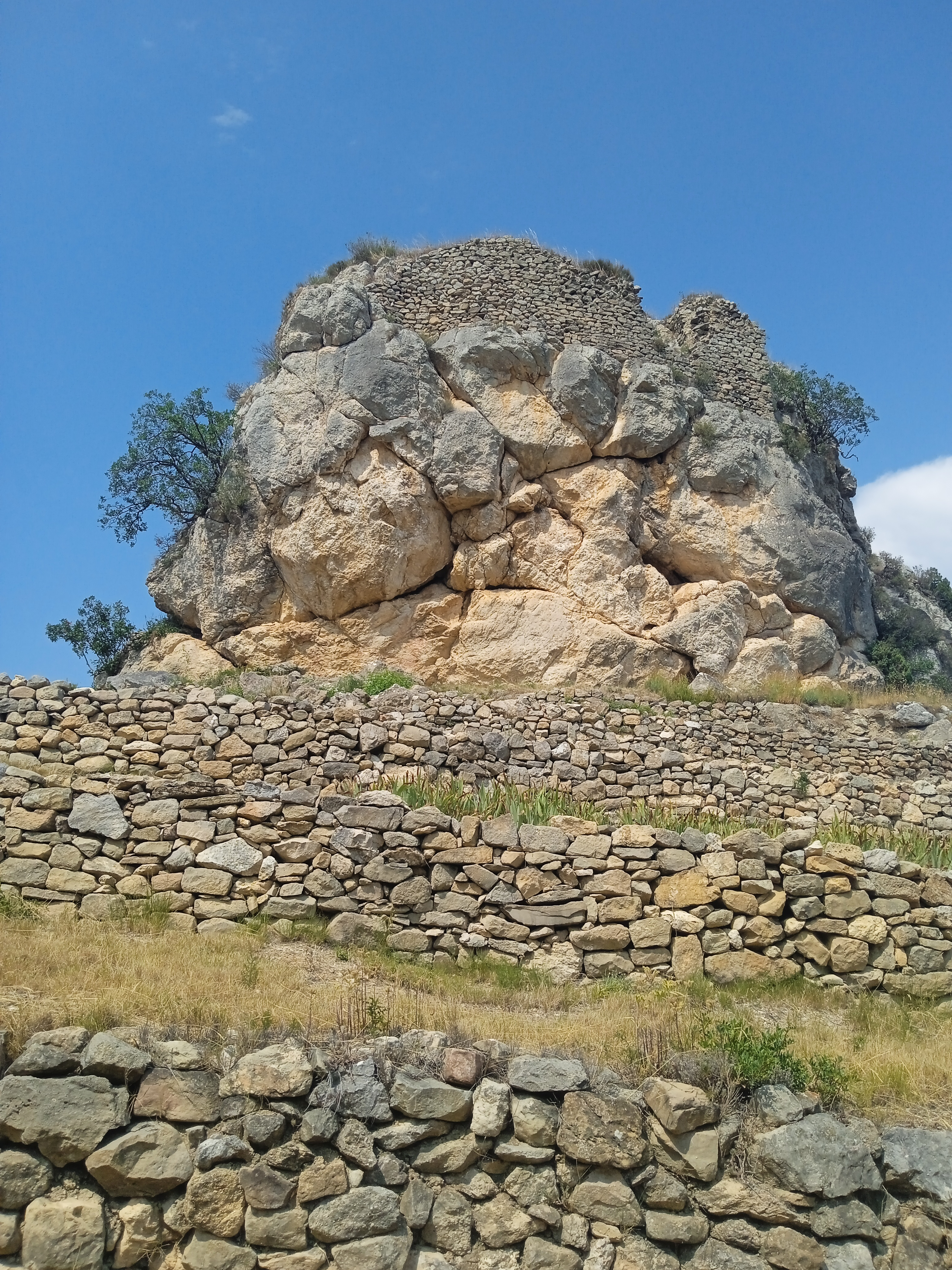